# Quincy-Voisins
Quincy-Voisins (franskt uttal: [kɛ̃si vwazɛ̃]
 ( lyssna)) är en kommun i departementet Seine-et-Marne i regionen Île-de-France i norra Frankrike. Kommunen ligger i kantonen Serris som tillhör arrondissementet Meaux. År 2022 hade Quincy-Voisins 5 506 invånare.

## Befolkningsutveckling
| Befolkningsutvecklingen i Quincy-Voisins 1968–2021 | Befolkningsutvecklingen i Quincy-Voisins 1968–2021 | Befolkningsutvecklingen i Quincy-Voisins 1968–2021 | Befolkningsutvecklingen i Quincy-Voisins 1968–2021 | Befolkningsutvecklingen i Quincy-Voisins 1968–2021 |
| -------------------------------------------------- | -------------------------------------------------- | -------------------------------------------------- | -------------------------------------------------- | -------------------------------------------------- |
|                                                    |                                                    |                                                    |                                                    |                                                    |
| År                                                 |                                                    |                                                    | Folkmängd                                          |                                                    |
| 1968                                               | 1968                                               |                                                    | 1 462                                              |                                                    |
| 1975                                               | 1975                                               |                                                    | 2 304                                              |                                                    |
| 1982                                               | 1982                                               |                                                    | 3 167                                              |                                                    |
| 1990                                               | 1990                                               |                                                    | 3 969                                              |                                                    |
| 1999                                               | 1999                                               |                                                    | 4 561                                              |                                                    |
| 2007                                               | 2007                                               |                                                    | 4 944                                              |                                                    |
| 2015                                               | 2015                                               |                                                    | 5 468                                              |                                                    |
| 2021                                               | 2021                                               |                                                    | 5 435                                              |                                                    |